# 1299
Il 1299 (MCCXCIX in numeri romani) è un anno  del XIII secolo.

## Eventi
- Russia: trasferimento a Vladimir del metropolita di Kiev.
- Turchia: Osman I si dichiara indipendente dai turchi Selgiuchidi e fonda l'Impero ottomano. La capitale è Söğüt.

## Nati
- 25 marzo - Pierre Bertrand, vescovo cattolico e cardinale francese († 1361)
- 15 ottobre - Demetrio di Tver', principe († 1326)
- 1º novembre - Elisabetta da Comyn, nobile inglese († 1372)
- 4 novembre - Alfonso IV d'Aragona, sovrano († 1336)
- Enrico il Gioioso, nobile austriaco († 1327)
- Malatesta III Malatesta, condottiero italiano († 1364)
- Maria d'Aragona, principessa († 1327)
- Nicola d'Autrecourt, filosofo e teologo francese († 1369)

## Morti
- 15 gennaio - Guido II da Correggio, politico italiano (n. 1225)
- 16 gennaio - Lajin, sultano egiziano
- 23 febbraio - Raimondo della Torre, patriarca cattolico italiano
- 20 maggio - Dovmont di Pskov, russo (n. 1240)
- 4 luglio - Corrado I Lancia, politico e militare italiano
- 15 luglio - Eirik II di Norvegia, sovrano norvegese (n. 1268)
- 20 settembre - Giovanni II Malatesta, condottiero italiano
- 23 settembre - Nicolas de Nonancour, cardinale francese
- 14 ottobre - Giovanni II di Meclemburgo, principe (n. 1250)
- 10 novembre - Giovanni I d'Olanda, nobile olandese (n. 1284)
- 31 dicembre - Margherita d'Angiò, francese (n. 1273)
- Filippo Ghisi, nobile italiano
- Huehue Huitzilihuitl (n. 1227)
- Nogai Khan, condottiero mongolo
- Oderisi da Gubbio, miniaturista italiano
- Alexander Óg, nobile scozzese
- Gonzalo Pérez Gudiel, cardinale e giurista spagnolo (n. 1238)
- Teodosio III di Alessandria, vescovo cristiano orientale egiziano
- Taddeo Novello da Pietrarubbia, condottiero italiano

## Calendario
| Calendario 1299 | Calendario 1299 | Calendario 1299 | Calendario 1299 | Calendario 1299 | Calendario 1299 | Calendario 1299 | Calendario 1299 | Calendario 1299 | Calendario 1299 | Calendario 1299 | Calendario 1299 | Calendario 1299 | Calendario 1299 | Calendario 1299 | Calendario 1299 | Calendario 1299 | Calendario 1299 | Calendario 1299 | Calendario 1299 | Calendario 1299 | Calendario 1299 | Calendario 1299 | Calendario 1299 | Calendario 1299 | Calendario 1299 | Calendario 1299 | Calendario 1299 | Calendario 1299 | Calendario 1299 | Calendario 1299 | Calendario 1299 | Calendario 1299 |
| --------------- | --------------- | --------------- | --------------- | --------------- | --------------- | --------------- | --------------- | --------------- | --------------- | --------------- | --------------- | --------------- | --------------- | --------------- | --------------- | --------------- | --------------- | --------------- | --------------- | --------------- | --------------- | --------------- | --------------- | --------------- | --------------- | --------------- | --------------- | --------------- | --------------- | --------------- | --------------- | --------------- |
|                 | 1               | 2               | 3               | 4               | 5               | 6               | 7               | 8               | 9               | 10              | 11              | 12              | 13              | 14              | 15              | 16              | 17              | 18              | 19              | 20              | 21              | 22              | 23              | 24              | 25              | 26              | 27              | 28              | 29              | 30              | 31              |                 |
| Gennaio         | Gi              | Ve              | Sa              | Do              | Lu              | Ma              | Me              | Gi              | Ve              | Sa              | Do              | Lu              | Ma              | Me              | Gi              | Ve              | Sa              | Do              | Lu              | Ma              | Me              | Gi              | Ve              | Sa              | Do              | Lu              | Ma              | Me              | Gi              | Ve              | Sa              |                 |
| Febbraio        | Do              | Lu              | Ma              | Me              | Gi              | Ve              | Sa              | Do              | Lu              | Ma              | Me              | Gi              | Ve              | Sa              | Do              | Lu              | Ma              | Me              | Gi              | Ve              | Sa              | Do              | Lu              | Ma              | Me              | Gi              | Ve              | Sa              |                 |                 |                 |                 |
| Marzo           | Do              | Lu              | Ma              | Me              | Gi              | Ve              | Sa              | Do              | Lu              | Ma              | Me              | Gi              | Ve              | Sa              | Do              | Lu              | Ma              | Me              | Gi              | Ve              | Sa              | Do              | Lu              | Ma              | Me              | Gi              | Ve              | Sa              | Do              | Lu              | Ma              |                 |
| Aprile          | Me              | Gi              | Ve              | Sa              | Do              | Lu              | Ma              | Me              | Gi              | Ve              | Sa              | Do              | Lu              | Ma              | Me              | Gi              | Ve              | Sa              | Do              | Lu              | Ma              | Me              | Gi              | Ve              | Sa              | Do              | Lu              | Ma              | Me              | Gi              |                 |                 |
| Maggio          | Ve              | Sa              | Do              | Lu              | Ma              | Me              | Gi              | Ve              | Sa              | Do              | Lu              | Ma              | Me              | Gi              | Ve              | Sa              | Do              | Lu              | Ma              | Me              | Gi              | Ve              | Sa              | Do              | Lu              | Ma              | Me              | Gi              | Ve              | Sa              | Do              |                 |
| Giugno          | Lu              | Ma              | Me              | Gi              | Ve              | Sa              | Do              | Lu              | Ma              | Me              | Gi              | Ve              | Sa              | Do              | Lu              | Ma              | Me              | Gi              | Ve              | Sa              | Do              | Lu              | Ma              | Me              | Gi              | Ve              | Sa              | Do              | Lu              | Ma              |                 |                 |
| Luglio          | Me              | Gi              | Ve              | Sa              | Do              | Lu              | Ma              | Me              | Gi              | Ve              | Sa              | Do              | Lu              | Ma              | Me              | Gi              | Ve              | Sa              | Do              | Lu              | Ma              | Me              | Gi              | Ve              | Sa              | Do              | Lu              | Ma              | Me              | Gi              | Ve              |                 |
| Agosto          | Sa              | Do              | Lu              | Ma              | Me              | Gi              | Ve              | Sa              | Do              | Lu              | Ma              | Me              | Gi              | Ve              | Sa              | Do              | Lu              | Ma              | Me              | Gi              | Ve              | Sa              | Do              | Lu              | Ma              | Me              | Gi              | Ve              | Sa              | Do              | Lu              |                 |
| Settembre       | Ma              | Me              | Gi              | Ve              | Sa              | Do              | Lu              | Ma              | Me              | Gi              | Ve              | Sa              | Do              | Lu              | Ma              | Me              | Gi              | Ve              | Sa              | Do              | Lu              | Ma              | Me              | Gi              | Ve              | Sa              | Do              | Lu              | Ma              | Me              |                 |                 |
| Ottobre         | Gi              | Ve              | Sa              | Do              | Lu              | Ma              | Me              | Gi              | Ve              | Sa              | Do              | Lu              | Ma              | Me              | Gi              | Ve              | Sa              | Do              | Lu              | Ma              | Me              | Gi              | Ve              | Sa              | Do              | Lu              | Ma              | Me              | Gi              | Ve              | Sa              |                 |
| Novembre        | Do              | Lu              | Ma              | Me              | Gi              | Ve              | Sa              | Do              | Lu              | Ma              | Me              | Gi              | Ve              | Sa              | Do              | Lu              | Ma              | Me              | Gi              | Ve              | Sa              | Do              | Lu              | Ma              | Me              | Gi              | Ve              | Sa              | Do              | Lu              |                 |                 |
| Dicembre        | Ma              | Me              | Gi              | Ve              | Sa              | Do              | Lu              | Ma              | Me              | Gi              | Ve              | Sa              | Do              | Lu              | Ma              | Me              | Gi              | Ve              | Sa              | Do              | Lu              | Ma              | Me              | Gi              | Ve              | Sa              | Do              | Lu              | Ma              | Me              | Gi              |                 |